# Sabah FA
Maillots
Actualités
Le Sabah FA est un club malaisien de football basé à Kota Kinabalu. L 'indonésien Kurniawan Dwi Yulianto est l'entraineur depuis décembre 2019.

## Palmarès
- Championnat de Malaisie
  - Champion : 1996

- Coupe de Malaisie
  - Finaliste : 1996, 2002 et 2003

- Coupe de la Fédération de Malaisie
  - Vainqueur : 1995
  - Finaliste : 1993, 1994 et 1998